# Deutscher Cartoonpreis
Der Deutsche Cartoonpreis ist eine jährlich vergebene Auszeichnung, die herausragende Leistungen im Bereich des gezeichneten Humors würdigt. Seit seiner Einführung im Jahr 2006 hat sich der Preis zu einer bedeutenden Anerkennung für Cartoonisten im deutschsprachigen Raum entwickelt.

## Geschichte und Entwicklung
Der Deutsche Cartoonpreis wurde von der Frankfurter Buchmesse in Zusammenarbeit mit dem Carlsen Verlag ins Leben gerufen. Anfangs richtete sich der Wettbewerb mit einem jährlich wechselnden Motto speziell an Nachwuchstalente, die noch kein eigenes Cartoonbuch veröffentlicht hatten, und war mit 1000 € dotiert. Im Jahr 2012 öffnete sich der Preis auch für etablierte Künstlerinnen und Künstler. Seit 2016 werden drei dotierte Preise (1. Platz 3000 €, 2. Platz 2000 € und dritter Platz 1000 €) ohne thematische Vorgaben verliehen. Seit 2022 gibt es ebenfalls einen mit 1000 € dotierten Publikumspreis der Stadt Kassel. Die besten Einsendungen werden jährlich in der Publikation „Beste Bilder – Die Cartoons des Jahres“ zusammengefasst. Aus allen Cartoons, die in dieser Publikation enthalten sind, ermittelt eine Fachjury die Preisträger.

## Preisverleihung und Ausstellung
Die feierliche Verleihung des Deutschen Cartoonpreises findet seit 2021 traditionell im Januar des Folgejahres in Kassel statt, organisiert von der Caricatura Galerie mit Unterstützung der cdw Stiftung. Begleitend zur Preisverleihung wird seit 2011 die Ausstellung „Beste Bilder – Die Cartoons des Jahres“ präsentiert die einen umfassenden Überblick über die herausragenden Cartoons des Jahres bietet.

## Preisträger
Im Folgenden sind die Preisträger der seit 2016 dotierten Preise aufgeführt.
| Jahr | 1. Platz         | 2. Platz                   | 3. Platz         | Publikumspreis | Weitere Informationen |
| ---- | ---------------- | -------------------------- | ---------------- | -------------- | --------------------- |
| 2016 | Leonard Riegel   | BECK                       | Mario Lars       |                |                       |
| 2017 | Tetsche          | Hauck & Bauer              | Katharina Greve  |                |                       |
| 2018 | Stephan Rürup    | Volker Kischkel alias Mock | Martin Perscheid |                |                       |
| 2019 | Piero Masztalerz | Petra Kaster               | Hannes Richert   |                |                       |
| 2020 | Uli Döring       | Holga Rosen                | Til Mette        |                |                       |
| 2021 | AD Karnebogen    | Ruth Hebler                | Klaus Stuttmann  |                |                       |
| 2022 | Oli Hilbring     | Dorthe Landschulz          | Silvan Wegmann   | Jandré         |                       |
| 2023 | OL               | Hauck & Bauer              | Ruth Hebler      | OL             |                       |
| 2024 | Markus Grolik    | Miriam Wurster             | Hauck & Bauer    | Oli Hilbring   |                       |